# Verfassungsreferendum in der Türkei 1961
Das türkische Verfassungsreferendum von 1961 wurde am 9. Juli 1961 abgehalten.
Nach dem Militärputsch von 1960 veranlassten die Türkischen Streitkräfte die Ausarbeitung einer neuen Verfassung, die die Verfassung von 1924 ersetzen sollte. Der Text dieser neuen Verfassung wurde dann dem Volk zur Abstimmung vorgelegt und bei einer Wahlbeteiligung von 81,0 % von 61,7 % der Wähler angenommen. Die Verfassung von 1961 trat daraufhin am 20. Juli 1961 in Kraft.

## Ergebnisse
| Wahl      | Stimmen    | Anteil |
| --------- | ---------- | ------ |
| Für       | 6.348.191  | 61,7 % |
| Gegen     | 3.934.370  | 38,3 % |
| Ungültige | 39.608     | -      |
| Gesamt    | 10.322.169 | 100 %  |